# Yang Baibing
Yang Baibing (chiń. upr. 杨白冰; chiń. trad. 楊白冰; pinyin Yáng Báibīng; ur. 9 września 1920, zm. 15 stycznia 2013) – chiński wojskowy, generał Chińskiej Armii Ludowo-Wyzwoleńczej. Brat Yang Shangkuna.

## Życiorys
Pochodził z Tongnan (ob. część Chongqingu). Od 1938 roku członek KPCh. Represjonowany w okresie rewolucji kulturalnej, spędził 8 lat w więzieniu za rzekomą „działalność kontrrewolucyjną”.
W latach 1987–1997 członek Komitetu Centralnego KPCh, od 1992 roku także jego Biura Politycznego. W 1988 roku awansowany do stopnia generała. W latach 1989–1992 członek Centralnej Komisji Wojskowej KPCh, poparł siłowe stłumienie protestów na placu Tian’anmen.